# Kościół św. Stanisława Biskupa i Męczennika w Krakowie (ul. Maciejkowa)
Kościół św. Stanisława Biskupa i Męczennika – kościół rzymskokatolicki znajdujący się w Krakowie, w dzielnicy IV Prądnik Biały przy ul. Maciejkowej 3, na obszarze dawniej podkrakowskiej wsi Tonie. Posługę pełnią ojcowie filipini.

## Historia
Kościół św. Stanisława Biskupa i Męczennika w Toniach wybudowaniu w przeciągu jednego roku. Zasadnicze prace przy fundamentach i znoszeniu ścian budynku trały przez wiosnę, lato i jesień 1991 r. 26 października 1991 roku kard. Franciszek Macharski wmurował kamień węgielny i konsekrował nową świątynię. Prace wykończeniowe trwały do połowy 1992 r. 7 maja 1992 r. kard. Macharski ofiarował do kościoła w Tonich relikwie św. Stanisława Biskupa i Męczennika z katedry wawelskiej.